# Premi Florencio
El Premi Florencio (en espanyol: Premio Florencio) és un premi de teatre atorgat a Uruguai des de 1960 per la Associació de Crítics Teatrals de l'Uruguai. filial Unesco.
Ha complert mig segle premiant el millor de l'activitat teatral uruguaiana. i no s'ha de confondre amb els Premis Florencio Sánchez de la Casa de teatre Argentina a Buenos Aires.
Florencio Sánchez és el més reconegut dramaturg uruguaià, pertanyent a la Generació del 900.
La proposta de creació del premi va ser de el crític de teatre Yamandú Marichal en 1962.
Les categories dels premis, que consisteixen en una estatueta de bronze dissenyada, el 1962 per l'escultor Eduardo Díaz Yepes, són: espectacle, director, actor Principal, actriu Principal, actor de repartiment, actriu de repartiment, text d'autor nacional, vestuari, escenografia et música.
Al llarg de mig segle s'ha atorgat Premi Florencio a la música, ambientació sonora, espectacles infantils i altres categories, com Premi Florencio del Público, que varien d'acord amb els criteris de l'Associació de Crítics.